# Стефенсон, Генри Фредерик
Сэр Генри Фредерик Стефенсон (англ. Henry Frederick Stephenson; 7 июня 1842 — 16 декабря 1919) — британский офицер, адмирал Королевских ВМС и арктический исследователь.

## Биография
Стефенсон родился 7 июня 1842 года в семье парламентария Генри Стефенсона и леди Мэри Кеппел. Старший брат Стефенсона, Август, был управляющим департамента при Генеральном солиситоре Англии и Уэльса.
18 декабря 1855 года Стефенсон поступил на службу в военно-морской флот, став морским кадетом на трёхмачтовом парусном корабле «HMS St Jean d'Acre», которым командовал его дядя Генри Кеппел. Парусник участвовал в боевых действиях во время Крымской войны. С сентября 1856 по апрель 1857 года Стефенсон переведён кадетом на «HMS Raleigh», участвовал в плавании на Ост-Индию и Китай во время Второй опиумной войны. В 1857 году корабль потерпел крушение вблизи Макао, все члены экипажа были спасены. В июне того же года Генри Стефенсон стал мичманом на корвете «HMS Pearl», принимавшим участие в подавлении восстания сипаев. За время службы на корвете его три раза упомянули в наградных депешах. В июне 1861 года Стефенсон был назначен лейтенантом на парусник «HMS Emerald» в составе флота Канала.
30 марта 1866 года Стефенсон был назначен на «HMS Heron», проходивший службу в водах Северной Америки и Вест-Индии. В том же году командовал артиллерийским катером во время Фенианских набегов в Канаде. С 18 января 1867 по 26 апреля 1868 год в звании лейтенанта плавал на линейном корабле «HMS Rodney» под командованием Элджернона Хинейджа. После смерти коммандера Джона Свона, Кеппел поспособствовал назначению Стефенсона на освободившуюся должность. Британское адмиралтейство 7 июля 1868 года утвердило его в новом звании. С сентября 1868 по август 1871 года на броненосцах «HMS Rattler» и «HMS Iron Duke» был в плавании на Дальнем Востоке, затем на «HMS Caledonia» в Средиземном море. Непродолжительное время Генри Стефенсон командовал королевской яхтой «HMY Victoria and Albert». С января по апрель 1875 года был назначен капитаном на «HMS Discovery» для участия в Британской арктической экспедиции, возглавляемой Джорджом Нэрсом. По окончании экспедиции стал компаньоном ордена Бани. 15 сентября 1880 года Стефенсон получил под командование «HMS Carysfort».
4 августа 1890 года Стефенсону было присвоено звание контр-адмирала, с мая 1893 по июнь 1896 года исполнял обязанности главнокомандующего тихоокеанской эскадрой. 10 октября 1896 года повышен до звания вице-адмирала. С июня 1897 по декабрь 1898 года Генри Стефенсон стал главнокомандующим флота Канала. Во время празднования бриллиантового юбилея королевы Виктории он был награждён орденом Бани. 7 декабря 1901 года Стефенсону присвоили звание адмирала, с которым он и прослужил на флоте до своей отставки 16 сентября 1904 года. 9 ноября 1902 года Стефенсон стал рыцарем Большого Креста Королевского Викторианского ордена.

## Семья
Генри Стефенсон 5 декабря 1903 года женился на Шарлотте Элизабет Элеанор Фрейзер. Адмирал умер в своём доме в Лондоне 16 декабря 1919 года. Шарлотта Фрейзер скончалась в 1923 году.